# Jenna Fischer

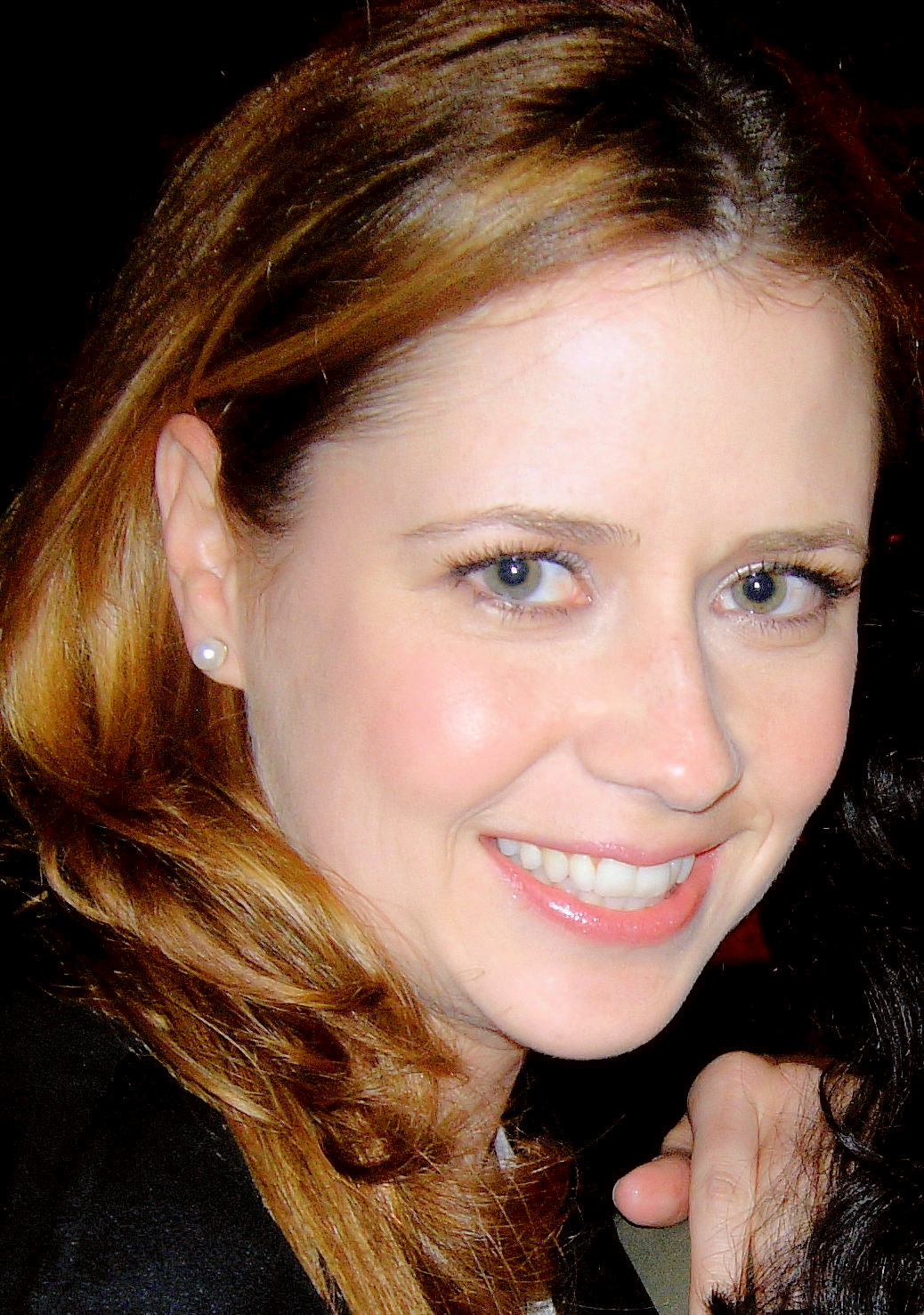
Jenna Fischer, 2008

Regina Marie „Jenna“ Fischer (* 7. März 1974 in Fort Wayne, Indiana) ist eine US-amerikanische Schauspielerin und Regisseurin.

## Leben
Jenna Fischer spielte 2000 im Film The Specials an der Seite von Rob Lowe, Jamie Kennedy und Sean Gunn. Regisseur Craig Mazin verfilmte damit ein Werk von James Gunn, den Fischer bei den Dreharbeiten kennenlernte. Das Paar heiratete im Oktober desselben Jahres.
Von 2005 bis 2013 spielte Fischer in der Fernsehserie Das Büro neben Steve Carell eine Hauptrolle. Durch deren Erfolg erlangte sie größere Bekanntheit und bekam so einige Nebenrollen in Filmen wie Die Eisprinzen mit Will Ferrell und Walk Hard: Die Dewey Cox Story mit John C. Reilly.
Fischer und Gunn ließen sich am 6. September 2007 nach sechs Jahren Ehe scheiden. Seit Juli 2010 ist Fischer mit dem Schauspieler und Drehbuchautor Lee Kirk verheiratet. Am 24. September 2011 wurde ihr erster Sohn Weston geboren. Die Schwangerschaft wurde in das Drehbuch der Serie Das Büro eingebaut. Im Mai 2014 bekamen sie ihr zweites Kind Harper Marie.
Im Herbst 2024 gab sie bekannt, Brustkrebs überstanden zu haben.

## Filmografie (Auswahl)
- 1998: Born Champion
- 1998: Channel 493
- 2000: The Specials
- 2003: Melvin Goes to Dinner
- 2004: LolliLove
- 2005: Slither – Voll auf den Schleim gegangen (Slither)
- 2005: Jungfrau (40), männlich, sucht … (The 40 Year Old Virgin)
- 2005–2013: Das Büro (The Office, Fernsehserie, 184 Folgen)
- 2007: Walk Hard: Die Dewey Cox Story (Walk Hard: The Dewey Cox Story)
- 2007: Die Eisprinzen (Blades of Glory)
- 2007: The Brothers Solomon
- 2008: Topjob – Showdown im Supermarkt (The Promotion)
- 2009: Solitary Man
- 2010: A Little Help
- 2011: Alles erlaubt – Eine Woche ohne Regeln (Hall Pass)
- 2012: The Giant Mechanical Man
- 2013: Are You Here
- 2014: Kiss Me
- 2015: You, Me and the Apocalypse (Fernsehserie, 10 Folgen)
- 2016:  The Grinder – Immer im Recht (The Grinder, Fernsehserie, Folge 1x18)
- 2016: The Mysteries of Laura (Fernsehserie, 3 Folgen)
- 2017: Im Zweifel glücklich (Brad’s Status)
- 2017: The Guest Book (Fernsehserie, 2 Folgen)
- 2018: 15:17 to Paris
- 2018–2019: Splitting Up Together (Fernsehserie, 26 Folgen)
- 2024: Mean Girls – Der Girls Club (Mean Girls)

## Auszeichnungen
- 2007: Screen Actors Guild Award als bestes Schauspielensemble in einer Comedyserie mit den Darstellern von Das Büro
- 2007: Nominierung für den Emmy als beste Nebendarstellerin in einer Comedyserie für Das Büro
- 2008: Screen Actors Guild Award als bestes Schauspielensemble in einer Comedyserie mit den Darstellern von Das Büro